# Jezioro Jaroszewskie
Jezioro Jaroszewskie – jezioro w woj. wielkopolskim, w pow. międzychodzkim, w Sierakowie, w pobliżu wsi Grobia. Jezioro leży na terenie Pojezierza Poznańskiego. Jest to jezioro morenowe powstałe na terenach pokrytych moreną denną pagórkowatą.

## Charakterystyka

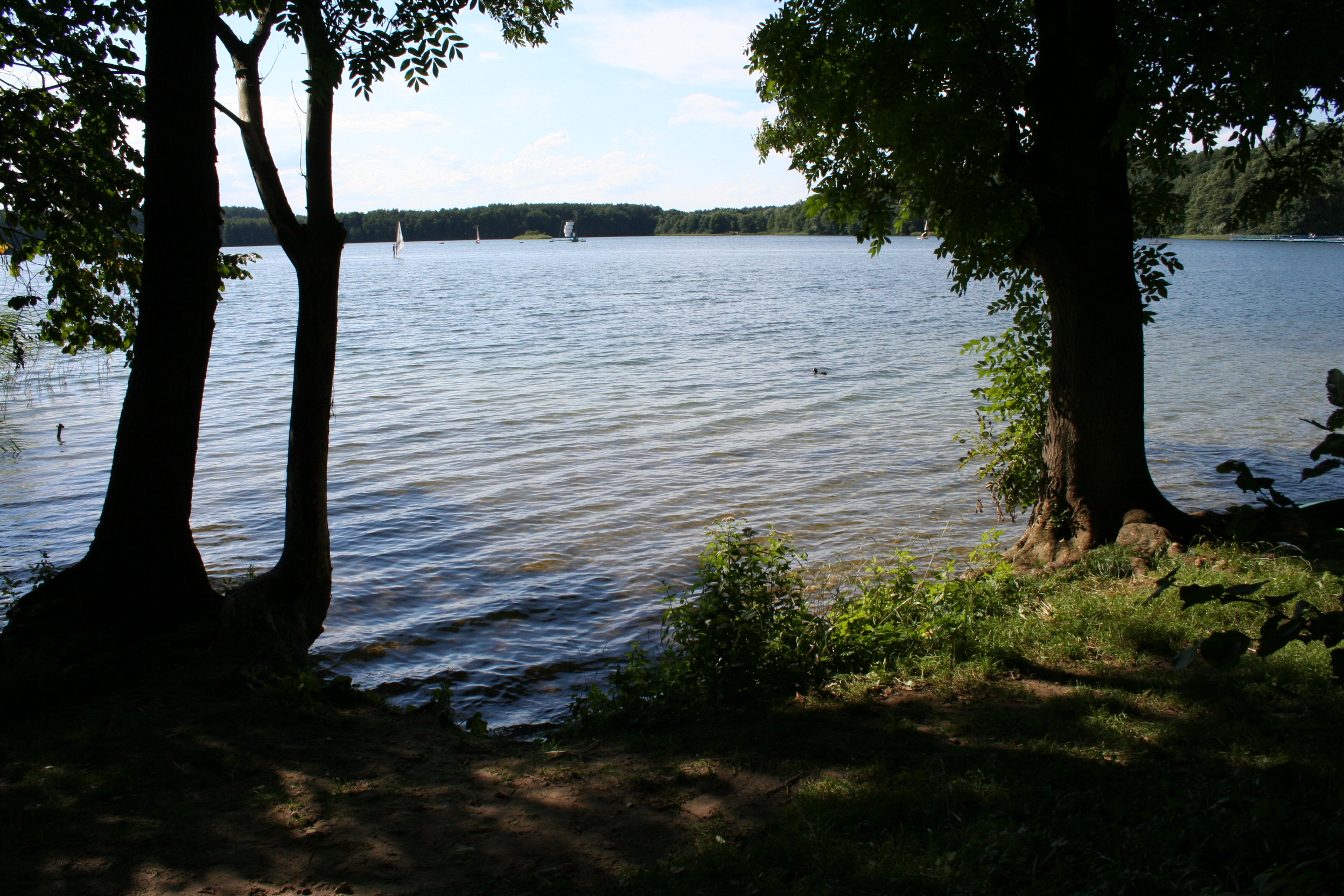
Widok od strony wschodniej

Od północy jezioro otoczone jest lasami, natomiast od południa polami uprawnymi.
Jezioro Jaroszewskie jest ważnym punktem turystyczno-rekreacyjnym na pojezierzu. Znajduje się tu duży kompleks ośrodków wczasowych, zarówno prywatnych, jak i zarządzanych przez gminę, np. OSiR (Ośrodek Sportu i Rekreacji).
Od 1957 roku istnieje tu także centralny ośrodek TKKF (Towarzystwo Krzewienia Kultury Fizycznej), z rozbudowanym zapleczem obiektów sportowych. Są tu: korty tenisowe, hala sportowa, stadion, boiska do gry w siatkówkę i koszykówkę, kręgielnia. Ośrodek ten powstał na terenie centrum przysposobienia wojskowego i wychowania fizycznego, który istniał już od 1929 roku.
Nad  wschodnim brzegiem północnej części jeziora (w Sierakowie, dojazd ul. Poznańską w stronę Kwilcza) znajduje się duża, strzeżona piaszczysta plaża z dwoma pomostami: plażowym miejskim i ośrodka TKKF (pomost ten znany jest wśród mieszkańców jako "baseny" i niegdyś stanowił osobny obiekt z własną plażą). Są tutaj (m.in.) wypożyczalnie sprzętu: kajaków, łódek, rowerów wodnych, żaglówek, lodziarnia, przebieralnie i boisko do siatkówki plażowej.

## Dane morfometryczne

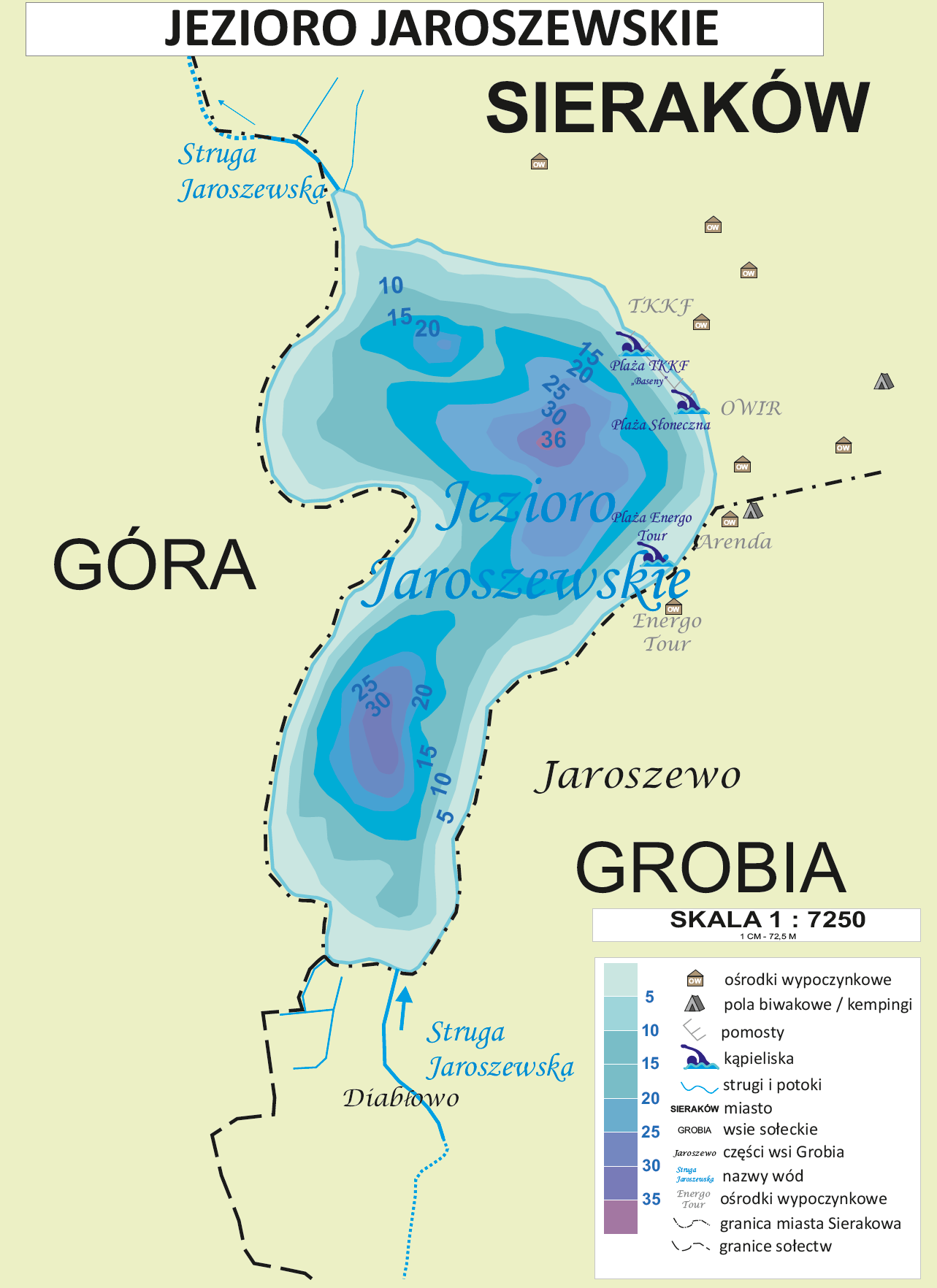
Jezioro Jaroszewskie

Powierzchnia zwierciadła wody według różnych źródeł wynosi od 80,0 ha do 92,2 ha.
Zwierciadło wody położone jest na wysokości 38,8 m n.p.m. lub 38,3 m n.p.m. Średnia głębokość jeziora wynosi 14,2 m, natomiast głębokość maksymalna 35,7 m.
W oparciu o badania przeprowadzone w 2004 roku wody jeziora zaliczono do II klasy czystości i I kategorii podatności na degradację.